# Theresens Ruh

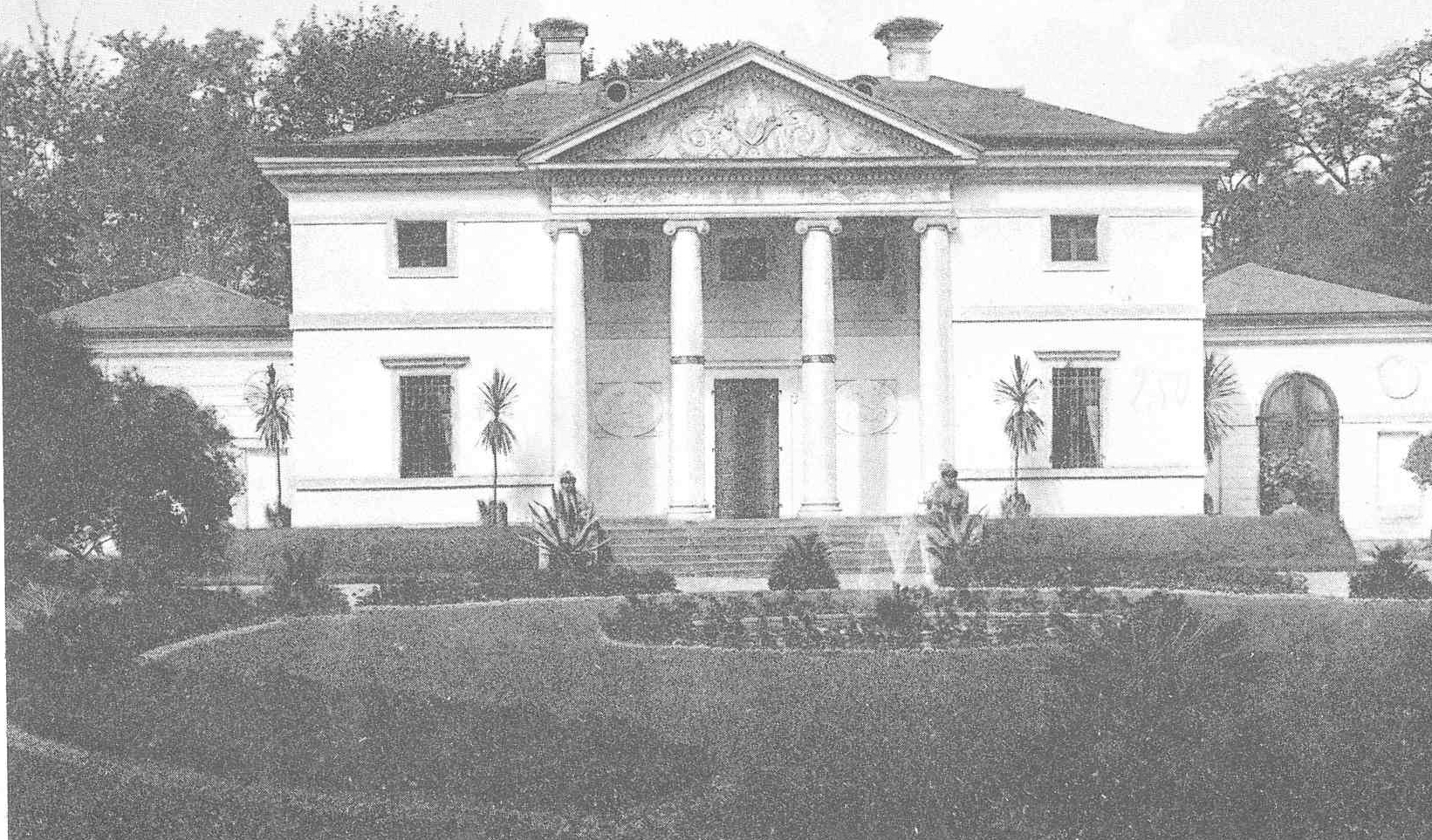
Gebäude um 1915

Theresens Ruh oder Theresienruhe war eine klassizistische Villa in Regensburg. Hans Karlinger (1882–1944) wertschätzte sie als „eines der feinsten Werke im antikischen Geiste diesseits der Alpen.“

## Geschichte

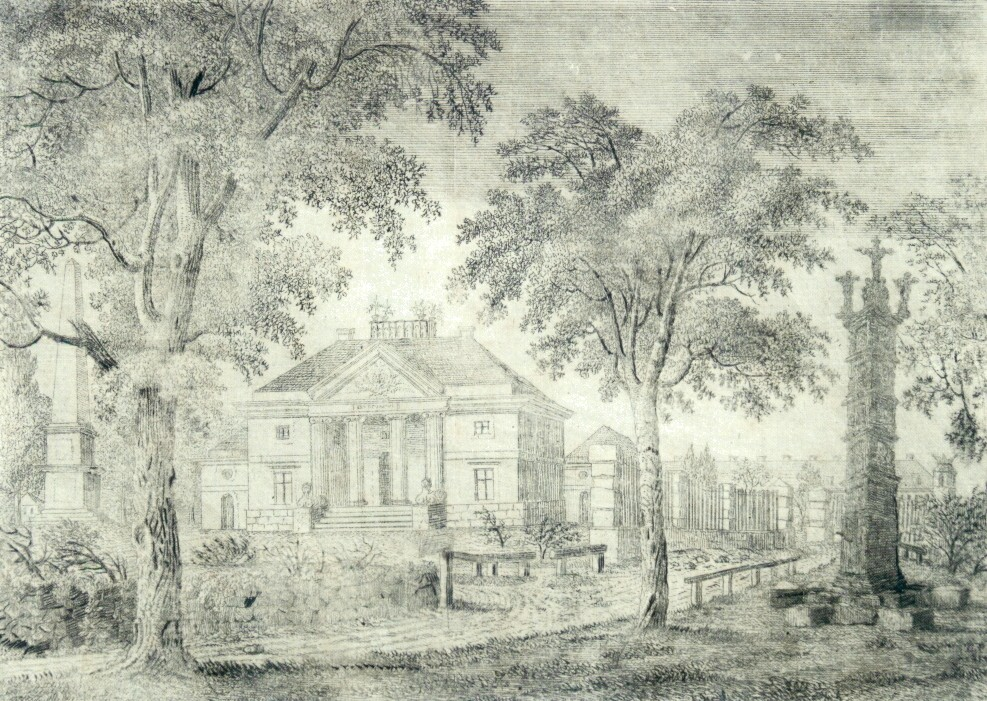
Das Gartenpalais mit Obelisk und Pestsäule nach seiner Fertigstellung

1804 kaufte Kaspar Maria von Sternberg ein Grundstück der Stadt Regensburg, welches durch die Entfernung der Festungsanlagen (Hornwerk) vor dem Peterstor frei geworden war. Es lag östlich des Klosters St. Emmeram. Dieses nutzte er für die 1790 gegründete Botanische Gesellschaft in Regensburg. Er ließ einen botanischen Garten einrichten und vom Baumeister Emanuel Herigoyen nach Plänen von Gian Antonio Selva auch ein Gartenpalais als ein „casino suburbano“ im Stil des Klassizismus errichten. Als Vorbild fungierte die Villa Emo in Fanzolo di Vedelago, die Sternberg bei seinen Reisen in Italien kennen gelernt hatte. Bekrönt wurde das Bauwerk durch eine umzäunte Aussichtsplattform auf dem Dach, welche als Observatorium diente.

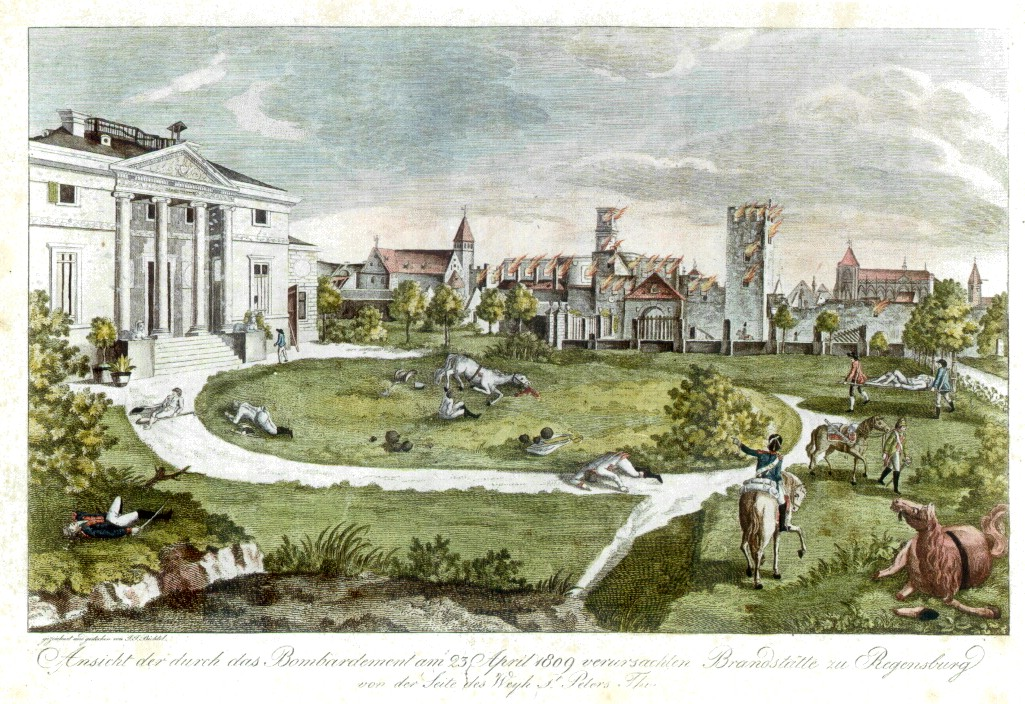
Das Gartenpalais (links im Bild) nach dem Kampf um Regensburg 1809

Die Gärten und das Palais wurden im April 1809 bei der Kampf um das Peterstor schwer beschädigt. Möbel und Bauschreinereiprodukte wurden von den feindlichen Truppen für die Lagerfeuer zu Kleinholz verarbeitet. Die Situation veranlasste Sternberg, „alle Träume meines [seines] früheren Daseins aufzugeben“ und das Grundstück mit Haus zu veräußern.
1813 gingen das Grundstück und das Gartenpalais zu einem Preis von 6000 Gulden in den Besitz von Karl Alexander von Thurn und Taxis über. Dieser ließ das Gartenpalais für mehr als 1834 Gulden als Privathaus für seine Ehefrau Therese zu Mecklenburg wiederherstellen und über dem Portikus die Inschrift „Theresiens Ruh“ einschreiben. Die Besitzerin nutzte einen Teil der Räume für ihre umfangreiche Bibliothek und ließ dafür einen „Catalog der Bibliothek“ drucken. An diesem romantischen Ort fand Fürstin Therese auch Gelegenheit, kulturelle Kontakte zu pflegen und sich mit den Werken der Literaten Klopstock, August Kotzebue, Johann Caspar Lavater, Rückert und Jean Paul zu treffen, der ihr sehnsuchtsvolle Briefe nach weiteren Begegnungen schrieb. Das Schlösschen wurde von den folgenden Generationen der der Thurn und Taxis als Ruhe-Oase genutzt. Im Rahmen des letzten Umbaus im Jahr 1928 wurde das Gebäude an das öffentliche Wassernetz angeschlossen und mit einem Bad und Toiletten ausgestattet.
Das Gartenpalais wurde am 13. März 1945 durch einen Bombentreffer nahezu völlig zerstört und wurde 1949 komplett abgetragen.
Reste des figürlichen Außenschmucks, zwei Sphingen, ein ionisches Kapitell und eine Schmuckvase sind noch im heutigen Schlosspark erhalten.

## Baukörper und Wandgestaltung

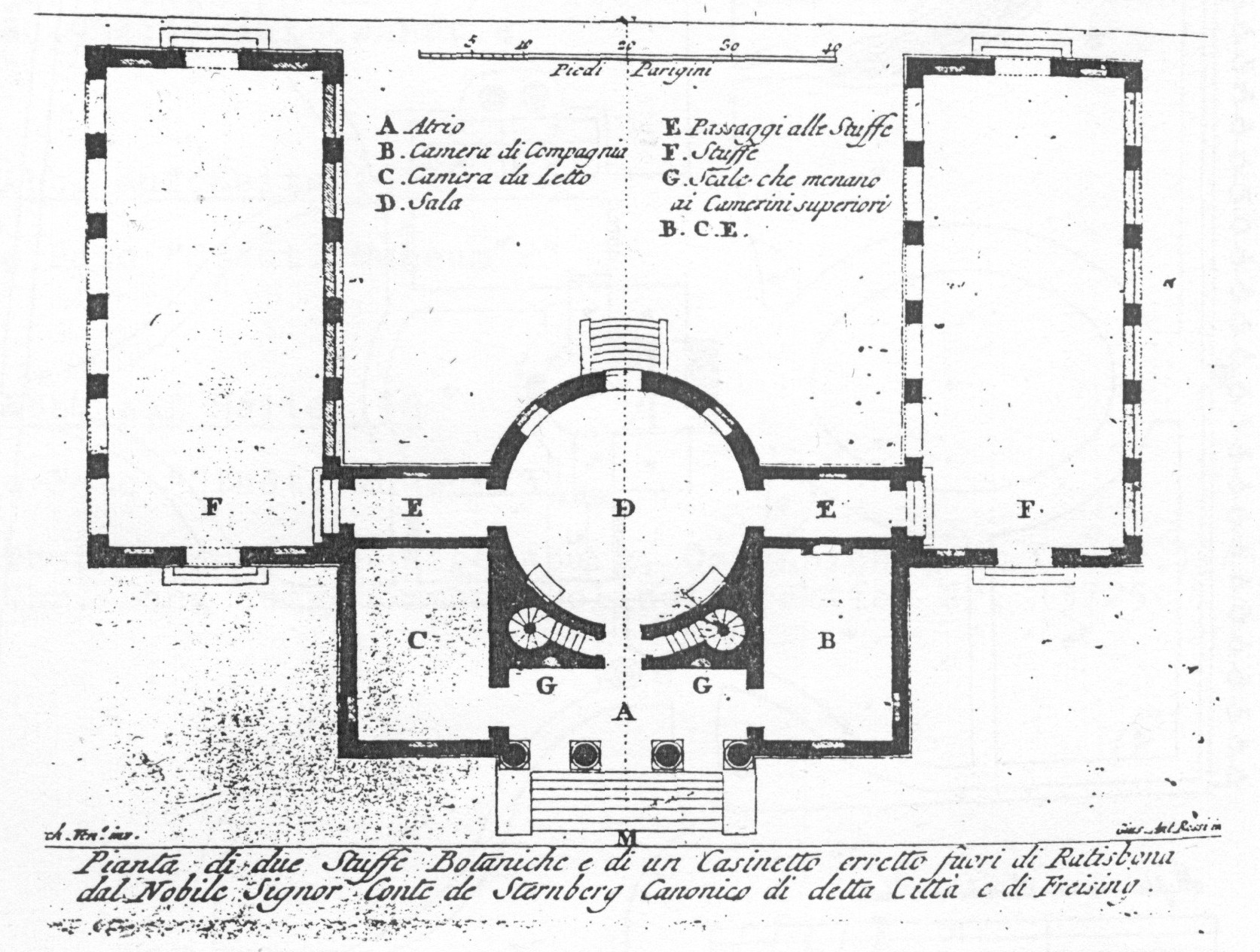
Grundriss von Gian Antonio Selva, Kupferstich 1804

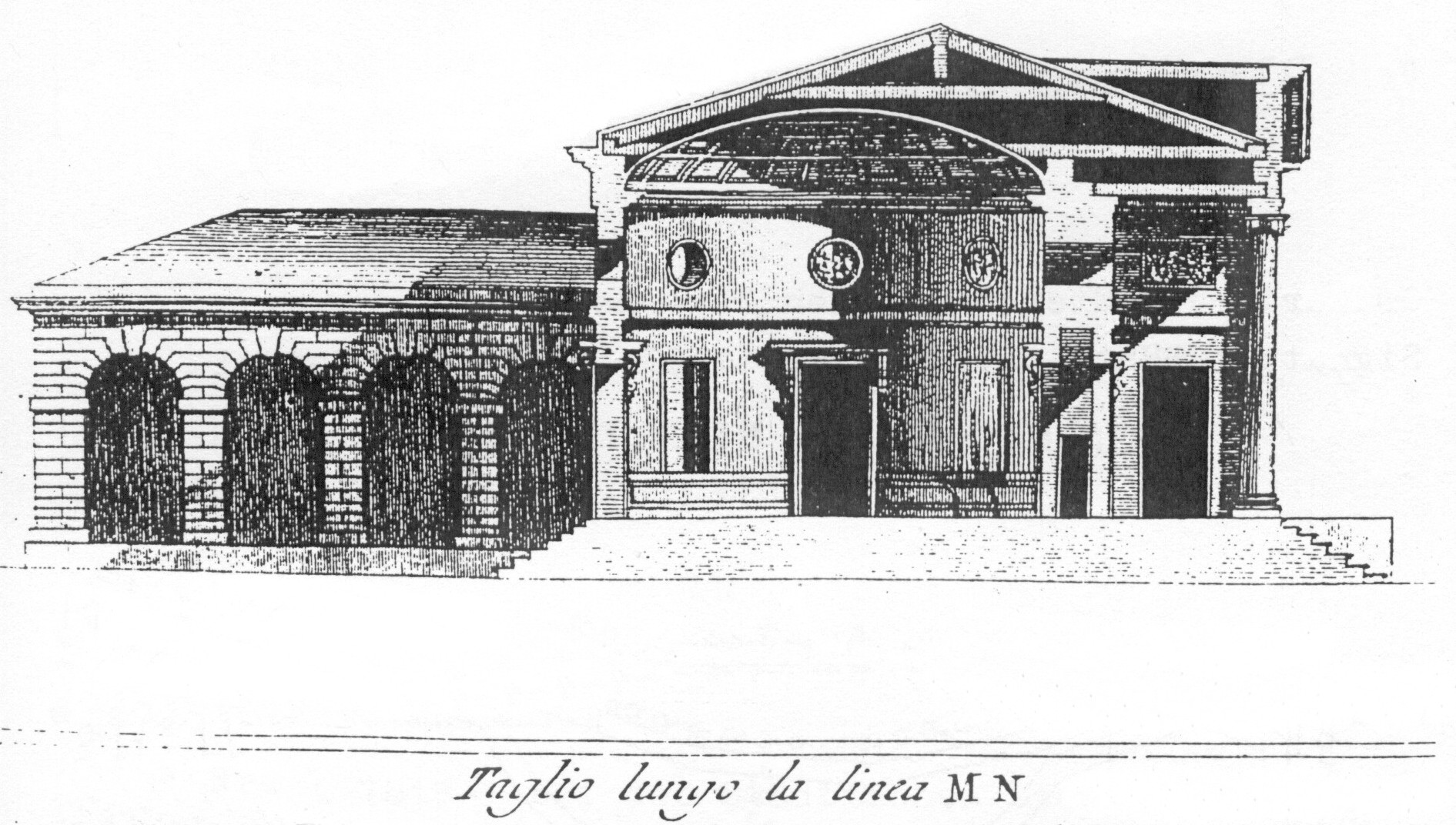
Schnittzeichnung (Gian Antonio Selva)

Das Gebäude war ein Villenbau mit Mezzaninobergeschoß. Die Fassade gliederte ein dreiteiliger Portikus mit ionischen Säulen die Gebälk und Dreiecksgiebel trugen; im Tympanon fand sich stuckiertes Rankenwerk, im Fries Greifenfolge. In den Wandfeldern neben dem Portal war je ein Stuckrelief, die Tageszeiten Morgen und Abend darstellend.
Die Fenster des Hauptgeschosses hatten gerade Verdachungen, die Mezzaninfenster waren mit Bandumrahmungen versehen. Die Stufen zum Portikus flankierten zwei steinerne Sphingen. Die Villa flankierten zwei Galerieflügel die für den ursprünglichen botanischen Zweck gedacht waren. Sie öffneten sich mit Rundbogenarkaden, die aus der Zeit des Umbaus von 1830 stammten. Die Vergitterung im Laub- und Bandwerkstil um ca. 1890 wurden von anderswo übernommen. An der Schmalfront neben der Villenfassade zeigen die Flügel je zwei Rundmedaillons mit Stuckreliefs, die die Jahreszeiten zeigten.
Die Villa enthielt innen einen runden Salon und eine Anzahl von Kabinetten. Der Salon wurde durch eine Kuppel bekrönt. Wände und Kuppel waren klassizistisch bemalt. Die Wände gliederten Lisenen mit Groteskenfeldern in blau und grün. Die Felder zeigten Grotesken auf gelbem Fond. Zusätzlich schmücken Stuckreliefs mit antiken Motiven den Raum. Die Kuppel umrahmt die gemalte Kassettierung, im Scheitel fand sich ein Ausblick in den blauen Himmel. Die Kabinette zeigten eine ähnliche Bemalung. Diese Wandgestaltung erfolgte zwischen 1813 und 1814 durch den Regensburger Maler Joseph Zacharias und den Bildhauer und Stukkator Christoph Itelsberger, wie die fürstlichen Baurechnungen der genannten Jahre ausweisen.